# Xã Hayes, Quận Mitchell, Kansas
Xã Hayes (tiếng Anh: Hayes Township) là một xã thuộc quận Mitchell, tiểu bang Kansas, Hoa Kỳ. Năm 2010, dân số của xã này là 16 người.